# 협동기획
농협파트너스(2018년 3월 28일 상호변경)은 농협중앙회의 교육지원 부문에 속해있는 계열사이다. 농협의 HR서비스 공급기업으로 2000년 12월에 모회사인 NH개발에서 100% 출자를 하였다. 농협의 금융지주 및 경제지주 기타 계열사와 회원농협에 비정규직 아웃소싱 인력을 공급하고 운영하고 있으며 HR아웃소싱 기업의 규모로는 국내 Top 10에 속한다. 2011년 5월 본사를 농협서울지역본부에서 송파구 방이동으로 이전하였다. 2017년 3월 다시 농협서울지역본부 별관으로 이전하였다.